# Бензиков, Семён Фёдорович
Семён Фёдорович Бензиков (1919—1984) — советский военнослужащий, участник Великой Отечественной войны, полный кавалер ордена Славы, фронтовой разведчик, командир отделения разведки 49-й отдельной разведывательной роты (46-я стрелковая дивизия, 21-я армия, Ленинградский фронт), старшина

## Биография
Родился 28 февраля 1919 года в крестьянской семье в деревне Плотбище Тарского уезда (в настоящее время Муромцевского района Омской области.
Окончил начальную школу. Работал бригадиром в леспромхозе посёлок Первая Семилетка Тарского района Омской области. Призывался в Красную армию в августе 1939 года. После демобилизации вернулся на родину.
В марте 1942 года Муромцевским райвоенкоматом вновь был призван в ряды Красной армии, с того же времени на фронтах Великой Отечественной войны
Разведчик взвода пешей разведки 419-го стрелкового полка (18-я стрелковая дивизия, 8-я армия, Волховский фронт) сержант Бензиков с 1 по 25 декабря 1943 года 4 раза раза ходил в ночной поиск и 2 раза в разведку боем. Лично взял 5 контрольных пленных, столько же солдат противника истребил во время схваток. 26 декабря 1943 года, находясь в группе захвата, у урочища Тортолово (11 км от станции Мга Ленинградской области) прикрывал разведчиков, которые с боем провели операцию по захвату контрольного пленного. Обнаружив группу из 5 солдат противника, он автоматным огнём заставил их повернуть обратно. 29 декабря 1943 года приказом по дивизии он был награждён орденом Славы 3-й степени.
Будучи уже командиром отделения 49-й отдельной разведывательной роты, старшина Бензиков с группой захвата, проникнув в глубь обороны противника возле города Выборг 14 июня 1944 года, захватил в плен 3 арткорректировщиков. Прикрывая отход разведчиков, поразил 5 солдат противника, пытавшихся отбить пленных. 20 июня 1944 года приказом по дивизии он был повторно награждён орденом Славы 3-й степени.
Бензиков в той же дивизии, но в составе 2-я ударной армии (2-й Белорусский фронт), отличился при освобождении города Цеханув (Польша). 17 января 1945 года в составе группы разведчиков прорвался в расположение противника, захватил автомобиль с продовольствием и вместе с бойцами взял в плен 7 гитлеровцев. В течение 6 дней, следуя с отделением впереди передовых частей армии, разведывал расположение, численность и действия противника и оперативно передавал ценную информацию командованию. Обнаружив немецкий заслон численностью до усиленной роты, группа зашла в тыл к ним и нанесла удары по флангам и расстреливая автоматным огнём. Было убито 43 солдата противника и 2 офицера. Приказом по армии 3 февраля 1945 года старшина Бензиков был награждён орденом Славы 2-й степени.
В боях в Померании, взаимодействуя с разведчиками, Бензиков обнаружил в жилых домах на окраине города Анклам группу автоматчиков и «фаустников» противника, которые хотели нанести внезапный удар по наступающим войскам Красной армии. Было принято решение выбить их из этих домов и лишить их возможности нанесения удара. В завязавшемся бою группа уничтожила 2 пулемёта и 20 солдат противника, взяв 15 солдат в плен. 19 мая 1945 года приказом по 108 стрелковому корпусу Семён Бензиков был награждён орденом Отечественной войны 2-й степени
В мае 1946 года демобилизовался. Работал лесником в Тарском лесничестве. Жил в Омске.
Указом Президиума Верховного Совета СССР от 4 мая 1976 года приказ о награждении Бензикова вторым орденом Славы III степени был отменён и он был награждён орденом Славы I степени.
Скончался в 1984 году. Похоронен на Северо-Восточном кладбище.